# Pua Magasiva
Pua Magasiva (født 10. august 1980 i Apia, Samoa, død 11. maj 2019 i Wellington, New Zealand) var en New Zealandsk skuespiller.